# Arviat Airport
Arviat Airport är en flygplats i Kanada. Den ligger i Arviat i den östra delen av landet, 2 100 km nordväst om huvudstaden Ottawa. Arviat Airport ligger 9 meter över havet.
Terrängen runt Arviat Airport är mycket platt. Havet är nära Arviat Airport åt sydost. Trakten är glest befolkad. Närmaste större samhälle är Arviat, 1,8 km norr om Arviat Airport.